# Bylazora licheniferata
Bylazora licheniferata là một loài bướm đêm trong họ Geometridae.